# دونكان أتوود
دونكان أتوود (بالإنجليزية: Duncan Atwood)‏ هو منافس ألعاب قوى أمريكي، ولد في 11 أكتوبر 1955 في سياتل في الولايات المتحدة.

## وصلات خارجية
- دونكان أتوود على موقع الاتحاد الدولي لألعاب القوى (الإنجليزية)
- دونكان أتوود على موقع أوليمبيديا (الإنجليزية)